# Rupinki
Rupinki (lit. Rupinskėliai) – wieś na Litwie, w okręgu uciańskim, w rejonie ignalińskim, w starostwie Kozaczyzna.

## Historia
W dwudziestoleciu międzywojennym zaścianek leżał w Polsce, w województwie nowogródzkim (od 1926 w województwie wileńskim), w powiecie brasławskim (od 1926 w powiecie święciańskim), w gminie Dukszty.
Według Powszechnego Spisu Ludności z 1921 roku zamieszkiwało tu 10 osób, wszystkie były wyznania staroobrzędowego i zadeklarowały rosyjską przynależność narodową. Było tu 3 budynki mieszkalne. W 1931 zamieszkiwało tu 20 osób w 4 budynkach.
Miejscowość należała do parafii rzymskokatolickiej w Kozaczyźnie. Podlegała pod Sąd Grodzki w Święcianach i Okręgowy w Wilnie; właściwy urząd pocztowy mieścił się w Ignalinie.